# Lliga catalana de bàsquet femenina 1987-1988
La Lliga catalana de bàsquet femenina 1987-1988 fou la setena edició de la Lliga catalana, que fou patrocinada per La Vanguardia Mujer. La competició se celebrà des del 17 de setembre fins al 12 d'octubre de 1987 i fou organitzada per la Federació Catalana de Basquetbol. Hi participaren quatre equips de la Primera Divisió, Raventós Catasús, vigent campió, Natural Cusí, Valvi ADEPAF i Font Vella Manresa, que disputaren una primera fase en format de lligueta a doble partit. Es classificaren per disputar la final el Raventós Catasús i el Font Vella Manresa i es proclamà campió el club tortosí per 89 a 71, que aconseguí el seu tercer títol de forma consecutiva. La final es disputà el 12 d'octubre de 1987 al Pavelló de l'Escola Thau de Barcelona i fou retransmesa en directe per TV3.

## Primera fase
Durant la fase prèvia destacà el paper de les jugadores americanes Kim Hampton (Ravantós Catasús), Wanda Ford (Font Vella Manresa) i Althea Gwyn (Natural Cusí), que foren les màximes anotadores dels seus equips.

### Taula de resultats
| Casa \ Fora        | MAN   | NAT    | RAV   | VAL   |
| ------------------ | ----- | ------ | ----- | ----- |
| Font Vella Manresa | —     | 84–102 | 98–81 | 88–56 |
| Natural Cusí       | 72–77 | —      | 62–72 | 69–49 |
| Raventós Catasús   | 70–62 | 82–66  | —     | 88–66 |
| Valvi ADEPAF       | 67–89 | 81–68  | 65–75 | —     |

### Competició

#### Primera jornada
El Font Vella Manresa vencé a domicili al Natural Cusí per 77 a 72 en el partit de la primera jornada avançat al diumenge 13. I el Raventós Catasús guanyà a domicili al Valvi ADEPAF, destacant el 26 punts de Kim Hampton.
| 13 de setembre de 1987 | Natural Cusí | 72–77 | Font Vella Manresa | El Masnou |  |
| Partit 1               |              |       |                    |           |  |
|                        |              |       |                    |           |  |

| 17 de setembre de 1987 | Valvi ADEPAF | 65–75   | Raventós Catasús | Figueres                  |  |
| 20:30 CET Partit 2     |              |         |                  |                           |  |
|                        | Pts: Cros 18 | Informe | Pts: Hampton 26  | Àrbitres: Mitjana i Pérez |  |

#### Segona jornada
Raventós Catasús s'imposà al Font Vella Manresa per 70 a 62, assolint la seva segona victòria.
| 19 de setembre de 1987 | Natural Cusí                     | 69–49                            | Valvi ADEPAF                     | El Masnou                   |  |
| 20:00 CET Partit 3     | Puntuació per part: 33-26, 36-23 | Puntuació per part: 33-26, 36-23 | Puntuació per part: 33-26, 36-23 |                             |  |
|                        | Pts: Gwyn, Jiménez 15            | Informe                          | Pts: Reixach 17                  | Àrbitres: Pizarro i Camacho |  |

| 19 de setembre de 1987 | Raventós Catasús                 | 70–62                            | Font Vella Manresa               | Tortosa                        |  |
| 20:30 CET              | Puntuació per part: 44-45, 26-17 | Puntuació per part: 44-45, 26-17 | Puntuació per part: 44-45, 26-17 |                                |  |
|                        | Pts: Hampton 19                  | Informe                          | Pts: Ford 21                     | Àrbitres: Sanchís i De Antonio |  |

#### Tercera jornada
Raventós Catasús s'imposà al Natural Cusí per 82 a 66, assolint la seva tercera victòria.
| 21 de setembre de 1987 | Raventós Catasús                 | 82–66                            | Natural Cusí                     | Tortosa                   |  |
| 20:30 CET              | Puntuació per part: 42-22, 40-44 | Puntuació per part: 42-22, 40-44 | Puntuació per part: 42-22, 40-44 |                           |  |
|                        | Pts: Zapata 27                   | Informe                          | Pts: Aragay 13                   | Àrbitres: Pizarro i Aznar |  |

| 24 de setembre de 1987 | Font Vella Manresa               | 88–56                            | Valvi ADEPAF                     | Manresa                  |  |
| 20:30 CET              | Puntuació per part: 37-26, 51-30 | Puntuació per part: 37-26, 51-30 | Puntuació per part: 37-26, 51-30 |                          |  |
|                        | Pts: Ford 42                     | Informe                          | Pts: Vila 20                     | Àrbitres: Amorós i Muñoz |  |

#### Quarta jornada
Raventós Catasús vencé al Valvi ADEPAF per 88 a 66, aconseguint la seva quarta victòria i classificant-se matemàticament per la final.
| 26 de setembre de 1987 | Raventós Catasús                 | 88–66   | Valvi ADEPAF         | Tortosa                |  |
|                        | Puntuació per part: 40-30, 48-36 |         |                      |                        |  |
|                        | Pts: Hampton 32                  | Informe | Pts: García, Cros 18 | Àrbitres: Cobera i Sol |  |

| 27 de setembre de 1987 | Font Vella Manresa               | 84–102  | Natural Cusí         | Manresa                            |  |
|                        | Puntuació per part: 46-55, 38-47 |         |                      |                                    |  |
|                        | Pts: Ford 47                     | Informe | Pts: Aragay, Gwyn 22 | Àrbitres: Domènech i Martín Orduña |  |

#### Quinta jornada
Font Vella Manresa aconseguí la seva tercera victòria davant el Raventós Catasús per 98 a 81, destacant el 39 punts de Wanda Ford.
| 29 de setembre de 1987 | Font Vella Manresa | 98–81   | Raventós Catasús | Manresa                         |  |
|                        |                    |         |                  |                                 |  |
|                        | Pts: Ford 39       | Informe | Pts: Hampton 29  | Àrbitres: Mitjana i García Sala |  |

| 1 d'octubre de 1987 | Valvi ADEPAF   | 61–68   | Natural Cusí | Figueres                     |  |
| 20:00 CET           |                |         |              |                              |  |
|                     | Pts: García 14 | Informe | Pts: Gwyn 22 | Àrbitres: Alzuria i Fàbregas |  |

#### Sexta jornada
| 7 d'octubre de 1987 | Natural Cusí | 62–72   | Raventós Catasús | El Masnou                     |  |
|                     |              |         |                  |                               |  |
|                     | Pts: Gwyn 18 | Informe | Pts: Zapata 20   | Àrbitres: Pizarro i Parcerisa |  |

| 8 d'octubre de 1987 | Valvi ADEPAF       | 67–89   | Font Vella Manresa | Figueres                |  |
|                     |                    |         |                    |                         |  |
|                     | Pts: Vila, Cros 19 | Informe | Pts: Ford 47       | Àrbitres: Amorós i Díez |  |

### Classificació final
Després de la finalització de la lligueta, es classificaren per disputar la final el Raventós Catasús, amb cinc victòries, i el Font Vella Manresa, amb quatre.
| Pos | Equip              | PJ | PG | PE | PP | PF  | PC  | DP   | Pts |
| --- | ------------------ | -- | -- | -- | -- | --- | --- | ---- | --- |
| 1   | Raventós Catasús   | 6  | 5  | 0  | 1  | 468 | 419 | +49  | 11  |
| 2   | Font Vella Manresa | 6  | 4  | 0  | 2  | 498 | 448 | +50  | 10  |
| 3   | Natural Cusí       | 6  | 3  | 0  | 3  | 439 | 425 | +14  | 9   |
| 4   | Valvi ADEPAF       | 6  | 0  | 0  | 6  | 364 | 477 | −113 | 6   |

## Final
La final de la Lliga catalana 1987 la disputaren el Raventós Catasús i el Font Vella Manresa, guanyant l'equip tortosí per 89 a 71. Se celebrà 12 d'octubre de 1987 al Pavelló de l'Escola Thau de Barcelona i fou retransmesa en directe per TV3. Individualment, destacà les actuacions de les jugadores americanes amb 23 punts i 9 rebots de Kim Hampton, per part tortosina, i 30 punts i 8 rebots de Wanda Ford, per part manresana.
| 12 d'octubre de 1987 13:00 CET Informe | Raventós Catasús                                   | 89–71 | Font Vella Manresa                         | Pavelló de l'Escola Thau, Barcelona Àrbitres: Galerón i Pérez Sanz |
| 12 d'octubre de 1987 13:00 CET Informe | Resultat per meitats: 45-31, 44-40                 |       |                                            | Pavelló de l'Escola Thau, Barcelona Àrbitres: Galerón i Pérez Sanz |
| 12 d'octubre de 1987 13:00 CET Informe | Pts: Hampton 23 Rebs: Hampton 9 Assist: Castillo 4 |       | Pts: Ford 30 Rebs: Ford 8 Assist: Bilbao 2 | Pavelló de l'Escola Thau, Barcelona Àrbitres: Galerón i Pérez Sanz |

| Raventós Catasús | Font Vella Manresa |

| #            | Jugadora      | Pts | Rbs. | Ass. | Rec. |
| ------------ | ------------- | --- | ---- | ---- | ---- |
| 6            | Rosa Castillo | 10  | 2    | 4    | 3    |
| 7            | Concha Zapata | 15  | 6    | 0    | 3    |
| 8            | Kim Hampton   | 23  | 9    | 3    | 2    |
| 10           | Anna Junyer   | 6   | 3    | 2    | 3    |
|              | Almendros     | 0   | 0    | 0    | 0    |
| 12           | Roser Llop    | 10  | 1    | 2    | 8    |
| 13           | Gina Elias    | 21  | 4    | 0    | 8    |
| 15           | Judith Solana | 4   | 1    | 0    | 1    |
| Equip        | Equip         | 89  | 26   | 11   | 28   |
| Entrenador   |               |     |      |      |      |
| Maria Planas |               |     |      |      |      |

| Campió de la Lliga Catalana 1987-1988 |
| ------------------------------------- |
| Raventós Catasús Tercer títol         |

| #           | Jugadora          | Pts | Rbs. | Ass. | Rec. |
| ----------- | ----------------- | --- | ---- | ---- | ---- |
| 4           | María José Castro | 2   | 0    | 1    | 0    |
| 5           | Teresa Almoguera  | 10  | 1    | 1    | 2    |
| 6           | Wanda Ford        | 30  | 10   | 1    | 4    |
| 7           | Pilar Bilbao      | 7   | 1    | 2    | 0    |
| 8           | Yolanda López     | 7   | 4    | 0    | 2    |
| 9           | Mercè Morros      | 0   | 0    | 0    | 0    |
| 10          | Mònica Valentí    | 9   | 3    | 0    | 3    |
| 11          | Gemma Vilaseca    | 0   | 0    | 0    | 1    |
| 13          | Marina Ferragut   | 4   | 1    | 0    | 2    |
| 15          | Núria Vila        | 2   | 3    | 0    | 2    |
| Equip       | Equip             | 71  | 23   | 5    | 16   |
| Entrenador  |                   |     |      |      |      |
| Pere Romero |                   |     |      |      |      |